# Rhamdia macuspanensis
El juil ciego Olmeca (Rhamdia macuspanensis) es una especie de pez dulceacuícola endémico de los manantiales de Agua Blanca, en Macuspana, Tabasco. Por sus hábitos cavernícolas se le conoce como especie troglobia.

## Clasificación y descripción
Es un pez de la familia Heptapteridae del orden Siluriformes. Alcanza 14 cm de longitud máxima; se distingue por su forma alargada, color amarillento, cuerpo descamado y la presencia de ojos rudimentarios. Los machos pueden llegar alcanzar los 13,8 cm de longitud total.

## Distribución
La especie es conocida de los manantiales subterráneos de Agua Blanca, en Macuspana, Tabasco.

## Ambiente
Este pez habita en un arroyo pequeño dentro de una cueva.

## Estado de conservación
Se desconoce su estado de conservación. Este pez endémico se encuentra enlistado en la Norma Oficial Mexicana 059 (NOM-059-SEMARNAT-2010) como especie Amenazada (A); aún no ha sido evaluado por la Unión Internacional para la Conservación de la Naturaleza (UICN), por lo que no se encuentra en la Lista Roja.